# Boris Nikolajewitsch Jurjew

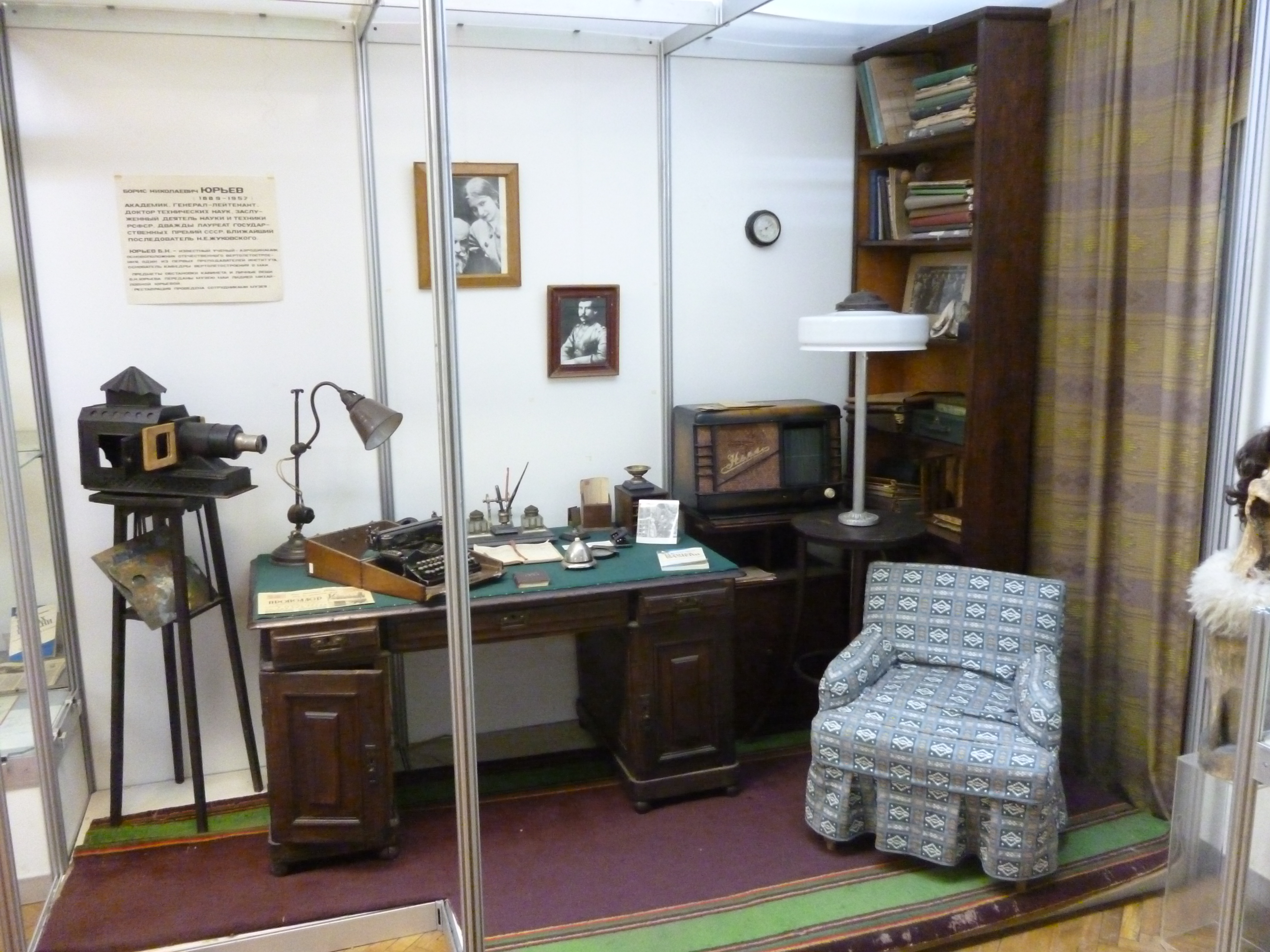
Nachbildung von Jurjews Arbeitszimmer im Museum des MAI

Boris Nikolajewitsch Jurjew (russisch Борис Николаевич Юрьев; * 29. Oktoberjul. / 10. November 1889greg. in Smolensk; † 14. März 1957 in Moskau) war ein sowjetischer Hubschrauberkonstrukteur.

## Leben
Jurjew entwickelte bereits ab 1910 die theoretischen Grundlagen eines Hubschraubers und löste die Hauptprobleme der Steuerung und der Stabilität. 1912 konstruierte er den ersten Hubschrauber, der jedoch erfolglos war. In Russland gilt er als der Erfinder der Taumelscheibe.
Nach dem Ersten Weltkrieg vertiefte er seine Studien zur Luftfahrt, schloss 1919 an der Staatlichen Technischen Hochschule Moskau sein Studium ab und arbeitete dort bis 1929, anfangs als wissenschaftlicher Mitarbeiter und ab 1925 als Professor. Als Leiter der aerodynamischen Versuchsabteilung des ZAGI gelang es ihm, talentierte Wissenschaftler für den Hubschrauberbau zu begeistern, so etwa Iwan Bratuchin, mit dem zusammen er 1941 den mit zwei Hauptrotoren an Auslegern ausgerüsteten Hubschrauber Omega konstruierte. In Zusammenarbeit mit Alexei Tscherjomuchin gelang die Entwicklung und der Bau des ZAGI 1-EA, des ersten erfolgreichen sowjetischen Hubschraubers.
Jurjew arbeitete an mehreren Lehrinstituten: von 1920 bis 1949 an der Schukowski-Akademie, deren stellvertretender Chef er von 1942 bis 1949 war, am Staatlichen Luftfahrtinstitut (1930–1940) und ab 1944 an der Akademie der Wissenschaften, deren Mitglied er 1943 geworden und wo er bis 1950 Leiter der Kommission für die Geschichte der Technik und ab 1950 in deren Institut für Mechanik Leiter des Aerodynamik-Laboratoriums war.
Für seinen Lebensweg erhielt Jurjew zweimal den Leninorden, zweimal, 1943 und 1946, den Staatspreis und wurde 1940 zum Verdienten Wissenschaftler und Techniker der UdSSR ernannt. Jurjew veröffentlichte zahlreiche Arbeiten über Aerodynamik und auch mehrere Bücher. Nach seinem Tod gab die Akademie der Wissenschaften 1961 seine Gesammelten Arbeiten in zwei Bänden heraus. Er wurde auf dem Nowodewitschi-Friedhof beigesetzt.